# John Dupré
John Dupré (1952) é um filósofo da ciência e professor na Universidade de Exeter no sudoeste de Inglaterra. Formou-se na Universidade de Oxford e na Universidade de Cambridge, e antes de se fixar em Exeter, ensinou na Universidade de Stanford e no Colégio de Birkbeck da Universidade de Londres.

## Filosofia da biologia
John Dupré, Nancy Cartwright, Ian Hacking, Patrick Suppes e Peter Galison, são muitas vezes designados como “os filósofos da ciência da Escola de Stanford”.  Dupré defende um paradigma de ciência que não se identifica com o reducionismo comum. Dada a pluralidade da estrutura do mundo, a explicação, por exemplo, dos aspectos complexos da vida por meros modelos biológicos, por sua vez reduzidos à química, que por sua vez ainda é reduzida á física, não é uma explicação convincente.
Dupré rejeita o determinismo e a premissa de que existe uma causa para cada facto. O paradigma tradicional, que a ainda é standard na ciência contemporânea, é baseado numa concepção de causalidade física determinista. A causalidade probabilística, uma concepção indeterminista, é mais adequada. Tem sido crítico de uma grande parte de investigações científicas que se têm realizado no âmbito das ciências da vida. E também é crítico em relação à narrativa standard da evolução biológica, a qual está na base da sociobiologia e psicologia evolucionista.